# Petrovický pivovar
Petrovický pivovar (Parostrojní pivovar a sladovna, Josef a Jindřich Krausové) v Praze-Petrovicích je bývalý pivovar, který stojí v ulici Edisonova severně od petrovického zámku.

## Historie
Pivovar je poprvé uveden v Tereziánském katastru z roku 1757. Dodával pivo do krčem v Petrovicích a Horních Měcholupech a patřila k němu chmelnice. Tento panský pivovar v roce 1844 vykazoval 8 sudů várky piva.
V 19. století patřil rodině Bellotů společně s celým petrovickým panstvím. Ve druhé polovině 19. století prošel modernizací a byl uzpůsoben na parostrojní provoz. V té době si jej pronajal sládek Vojtěch Richter, po něm převzala provoz firma „Zvěřina – Holub“. Další majitelé, bratři Josef a Jindřich Krausovi, pivovar rozšířili a zavedli nové technologie. V roce 1923 se zde vařilo okolo 20000 hl piva ročně, produkce však klesala.
Pivo se přestalo vařit 15. listopadu 1932, poté v něm byly sklady a stáčírna velkopopovického piva. Hospodářské družstvo z Písnice zde mělo sklady potravin; tento výkupní závod zajišťoval odvody předepsaných dodávek obilovin a brambor od zemědělců z Petrovic, Křeslic, Hájů, Újezda, Rozkoše a Průhonic. Později zde sídlily opravny automobilů.

## Popis
Sládek Richter (1884–1889) zde vařil původní Richterův 13° černý ležák, který byl mezi Pražany tak oblíben, že jej nestíhal vařit a pro výrobu dostatečného množství si pronajal Velkopřevorský pivovar v Motole. Za firmy Zvěřina – Holub, která pivovar převzala, byl roční výstav více než 23000 hl.